# Walker Lake
Walker Lake é uma vila não incorporada e região censitária do condado de Mineral, no estado do Nevada, nos Estados Unidos. Em 2010, segundo o censo efetuado nesse ano, a população dessa região censitária era de 275 habitantes.

## Geografia
A região censitária de Walker Lake fica localizada no oeste do condado de Mineral à beira da costa ocidental do Lago Walker. A U.S. Route 95 passa pela comunidade que fica a 19 quilómetros a sul de Hawthorne e a 95 quilómetros a norte de  Fallon. Walker Lake State Recreation Area fica a norte da comunidade. De acordo com o U.S. Census Bureau, a referida região censitária tem uma superfície de 3,5 km2, todos de terra.